# 基巴爾泰
54°37′20″N 22°46′0″E / 54.62222°N 22.76667°E
基巴爾泰是立陶宛的城市，位於維爾卡維什基斯以西20公里，毗鄰與俄羅斯加里寧格勒州接壤的邊境，由馬里揚泊列縣負責管轄，海拔高度70米，2010年人口6,173。第二次世界大戰期間，納粹德國在1941年至1944年佔領該市。

## 外部連結
- Историческая информация о посаде Кибарты （页面存档备份，存于） （俄文）